# Лесоматериалы
Лесоматериа́лы — материалы из древесины, сохранившие её природную физическую структуру и химический состав, получаемые из поваленных деревьев, хлыстов (или из их частей) и путём поперечного и (или) продольного деления: пиления, раскалывания, строгания, лущения, фрезерования и измельчения.
Не следует путать лесоматериалы с древесными композитами, представляющими собой продукт соединения разрозненных древесных частиц или сортиментов. Композитами являются, например, клеёный брус, фанера, древесноволокнистая плита.

## Сортность
По качественным признакам лесоматериалы делятся на три сорта.
При установлении сортности предусматривается разделение хлыста на комлевую, срединную и вершинную часть. Комлевая древесина имеет самые высокие физико-механические показатели и не имеет живых сучков на боковой поверхности. В срединной части хлыста присутствует наибольшее количество заросших и табачных сучков. Наиболее изобилует здоровыми сучками разных размеров вершинная часть.
- 1-й сорт: крупномерный сортимент из комлевой части хлыста. кряжи бессучковые или малосучковые идут на выработку древесных материалов специального назначения: авиационных, палубных, шпона и т. п.
- 2-й сорт: сортименты из комлевой или срединной части хлыста используются для выработки пиломатериалов, применяемых в строительстве, баржестроении и машиностроении. Часть из них используется в круглом виде.
- 3-й сорт: такие лесоматериалы могут быть получены из любой части хлыста. Используются как в круглом, так и в пилёном виде. Применяются в машиностроении, строительстве, из них делают шпалы, переводные брусья железных дорог, мебель. В хвойных лесоматериалах количество здоровых сучков не учитывают.

## Измерение лесоматериалов

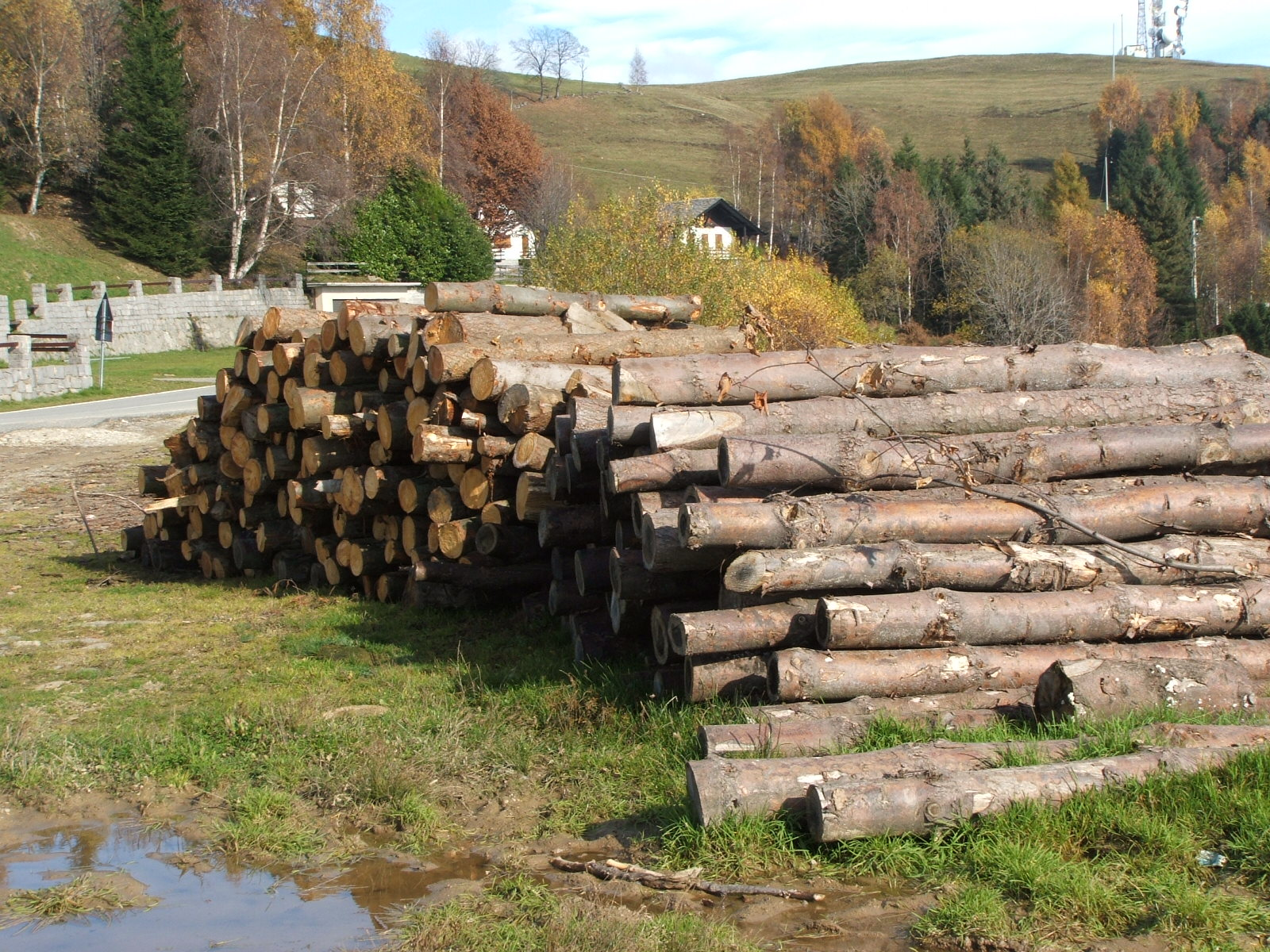
Брёвна

Объём лесоматериалов или хлыстов определяется поштучно — путём измерения диаметра и длины каждого сортимента, или группой — по параметрам пачки, пакета или транспортной ёмкости — непосредственным обмером их совокупности, по фотографии, при помощи электронно-оптических средств, взвешиванием или погружением в воду. Для перевода полученного складочного объёма штабеля в плотный объём (без коры и пустот) применяют коэффициент полнодревесности по таблицам в соответствующем ГОСТе. Также вычисляется складочный объём, занимаемый лесоматериалом при хранении на складах и перевозке.
При измерении длины круглых лесоматериалов полученное значение уменьшают на величину припуска на раскряжёвку и допускаемое отклонение, но не более чем на 0,1 м, и фиксируют в метрах с точностью до второй цифры после запятой. Расстояние по длине круглого лесоматериала от одного измерения до другого не должно превышать 0,20 м при автоматизированных измерениях и 2 м — при ручных измерениях.
 Размеры сортиментов по толщине:
- тонкомерный сортимент — круглый сортимент, имеющий толщину в верхнем отрезе без коры от 2 до 13 см включительно при измерении с градацией 1 см;
- среднетолщинный сортимент — круглый сортимент, имеющий толщину в верхнем отрезе без коры от 14 до 24 см включительно при измерении с градацией 2 см;
- крупномерный сортимент — круглый сортимент, имеющий толщину в верхнем отрезе без коры от 26 см и более при измерении с градацией 2 см.

 Размеры сортиментов по длине:
- короткомерный сортимент, или коротьё[П 1] (неофиц.) — круглый или колотый сортимент длиной до 2 м включительно;
- сортимент средней длины — круглый или колотый сортимент длиной свыше 2,0 до 6,5 м включительно;
- длинномерный сортимент — круглый сортимент длиной более 6,5 м.

## Классификация
Условные обозначения:

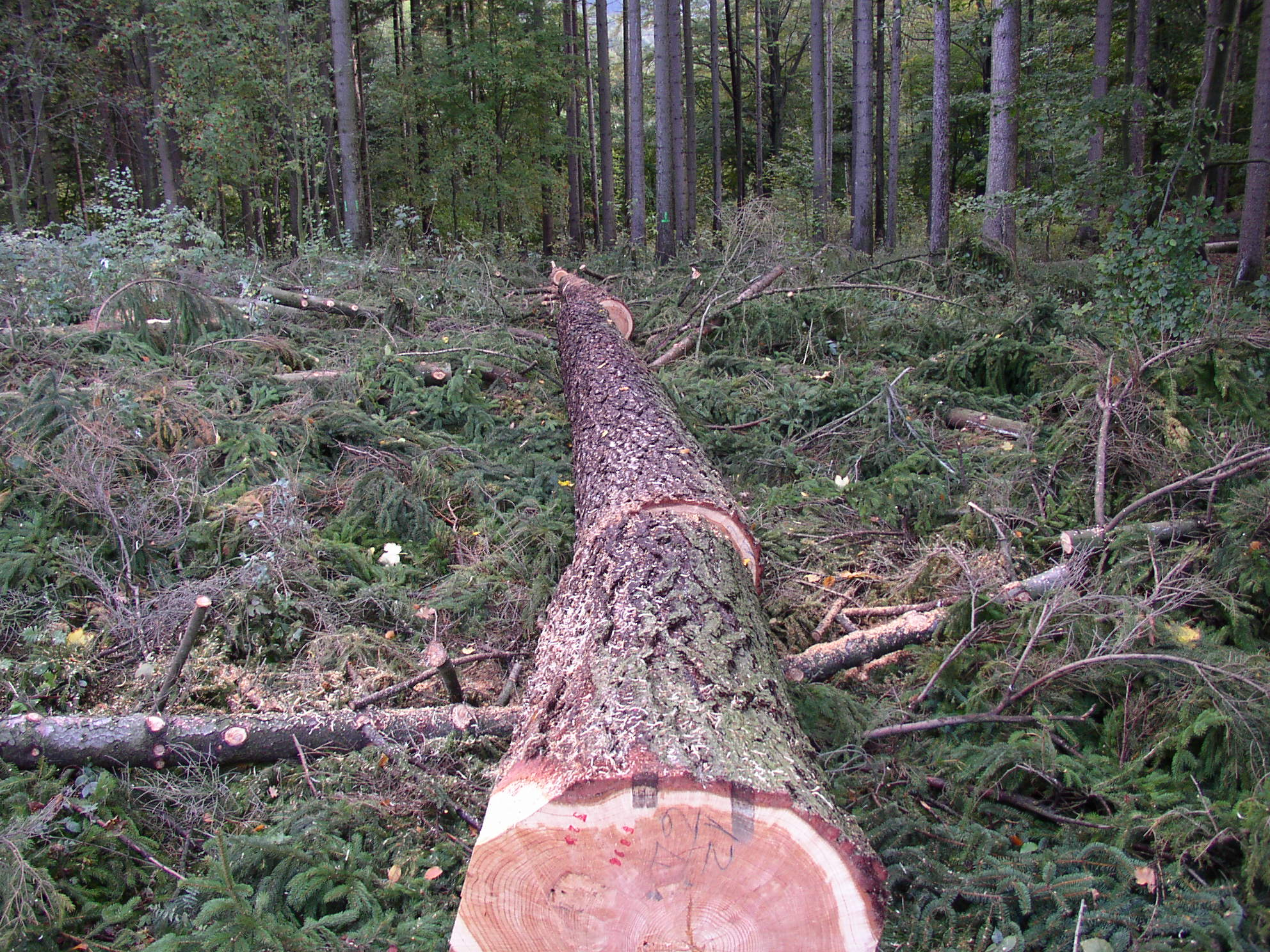
Раскряжёвка лиственницы

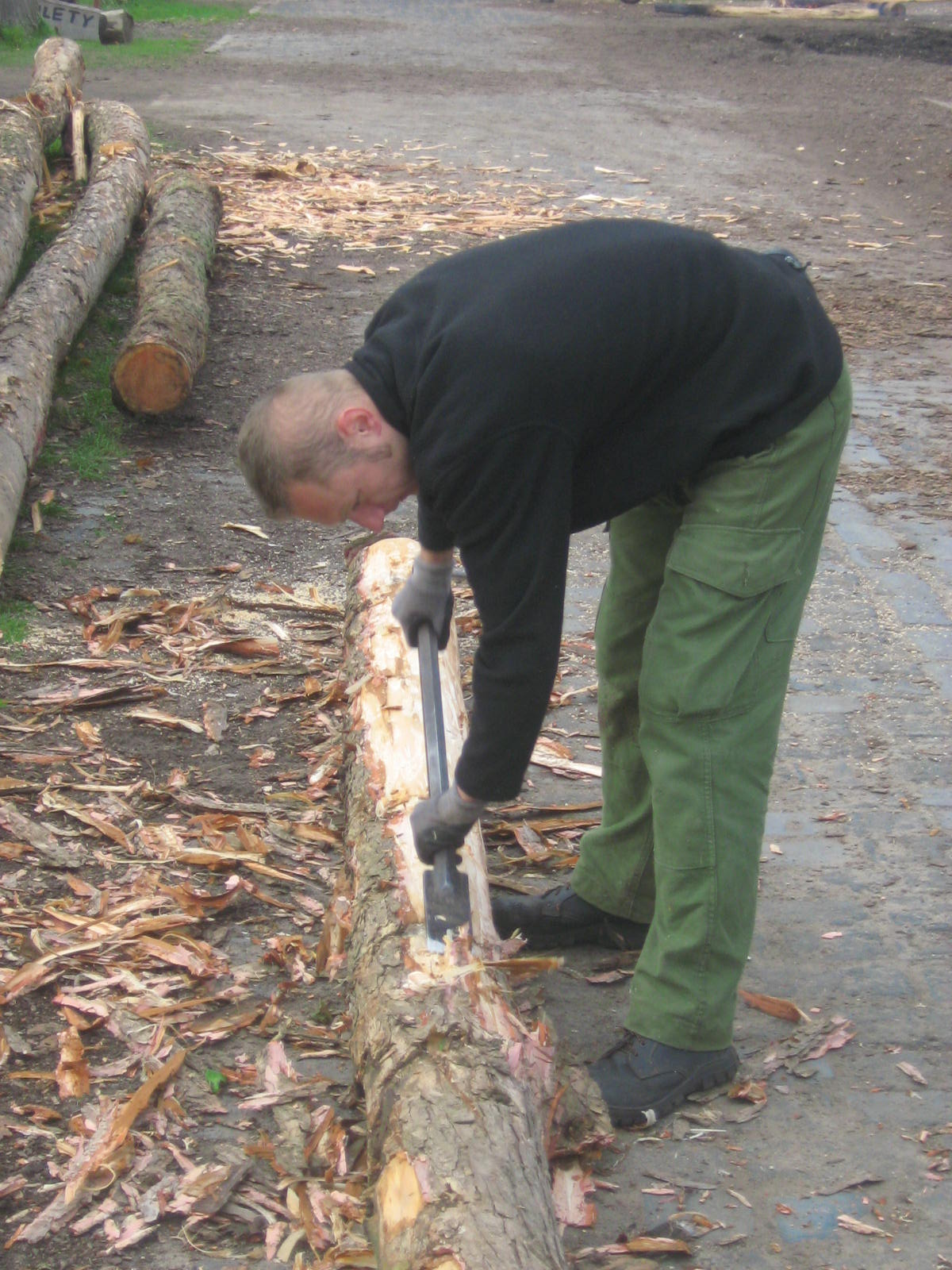
Окорка

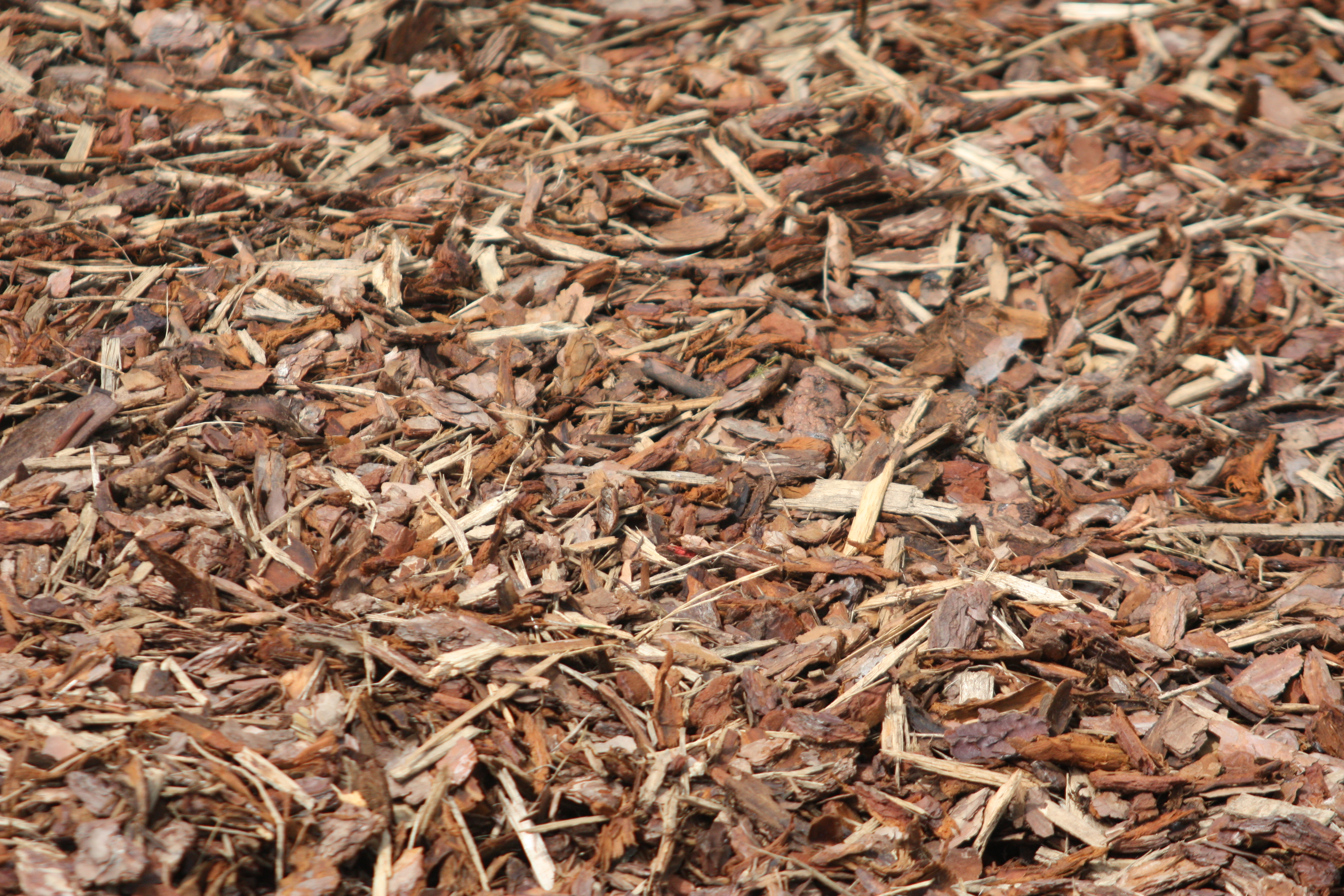
Корьё

- Полужирным шрифтом выделяются названия лесоматериалов, присутствующие в ГОСТ или ОКДП[5].
- Полужирным курсивом выделяются названия лесоматериалов, отсутствующие в ГОСТ или ОКДП.
- Курсивом выделяются термины, а также пишутся названия, приведённые в другом месте статьи или в другой статье данной тематики.
- (неофиц.) — неофициальное название понятия, присутствующего в ГОСТ или ОКДП.
- (сокр.) — официальное сокращение.

### Общие понятия
- Древесное сырьё — поваленные деревья, хлысты, круглые и колотые лесоматериалы, кроме используемых без переработки, пнёвая и измельчённая древесина, а также отходы лесозаготовок, лесопиления и деревообработки, предназначенные для переработки или использования в качестве топлива. С лесосеки древесное сырьё вывозится на лесопромышленный склад, где, кроме хранения, может подвергаться первичной обработке. Там же перерабатываются образующиеся на складе древесные отходы.
  - Под первичной обработкой древесного сырья подразумевается механическая обработка деревьев, хлыстов и круглых лесоматериалов, включающая очистку деревьев от сучьев, раскряжёвку хлыстов и долготья, сортировку круглых лесоматериалов и удаление гнили, а также отделение древесной зелени и окорку.
  - Первичной переработкой древесного сырья называется механическая переработка отдельных её видов, включающая распиловку, раскалывание и измельчение.
- Хлыст — очищенный от сучьев ствол поваленного дерева без отделённых от него прикорневой части и вершины. Прямо на лесосеке, либо на складе или деревообрабатывающем предприятии хлыст подвергается разметке и раскряжёвке — поперечному делению на сортименты и (или) долготьё, поштучно или в пачке.
- Сортимент — лесоматериал установленного назначения;
  - деловые сортименты — это сортименты, кроме дров, предназначенные для промышленной переработки или непосредственного использования, а также для технологического щепа.
- Деловая древесина — круглые и колотые лесоматериалы, кроме дров и древесины, непригодной для промышленной переработки, а также пнёвый осмол и технологическая щепа.
- Корьё — кора, предназначенная для промышленного использования, в том числе:
  - дубильное корьё — для изготовления дубильных экстрактов и
  - пробочное корьё — для изготовления укупорочных пробок.
- Пнёвая древесина — прикорневая часть и корни дерева, предназначенные для промышленной переработки (в том числе пнёвый осмол, см. ниже), или в качестве топлива.
- Каповая древесина — наросты (капы и суве́ли[6][7]) на стволах, ветвях и корнях лиственных и хвойных деревьев, используемые в промышленности и художественных промыслах.

### По видам переработки
- Измельчённая древесина — древесные частицы различной формы и величины, получаемые в результате механической обработки, а именно: щепа, дроблёнка, стружка, опилки, древесная мука, древесная пыль.
- Пилёные лесоматериалы — получаются путём продольного распиливания круглых лесоматериалов и продольного и поперечного деления полученных частей. Пиломатериалы бывают как пилёные, так и строганые. Примеры пиломатериалов: доска, брус, брусок, шпалы, горбыль и т. д.[8]

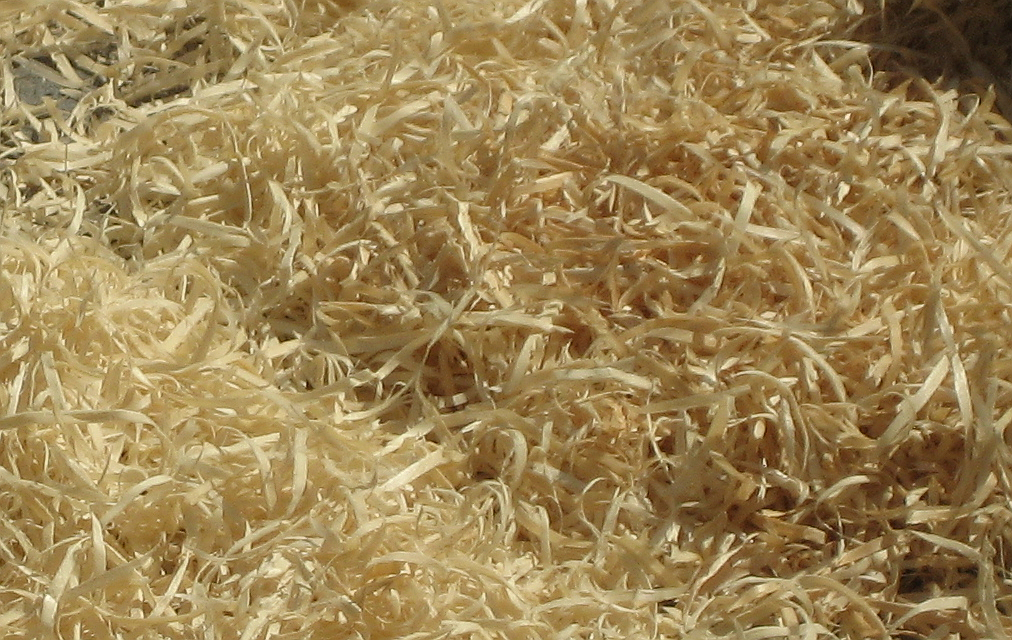
Древесная шерсть

- Строганые лесоматериалы — строганый шпон, оструганные рубанком пиломатериалы: доски и бруски, а также древесная стружка и древесная шерсть — длинная тонкая стружка, применяемая, например, при производстве фибролита.
- Лущёные лесоматериалы — лущёный шпон, спичечная соломка.
- Фрезерованные лесоматериалы — половая доска, вагонка, плинтус и т. п. Получаются при обработке пиломатериалов фрезерующими устройствами.
- Колотые лесоматериалы получаются путём раскалывания круглых лесоматериалов, например:
  - плаха — круглый материал, расколотый пополам[9][10];
  - баклуша — кусок дерева со сколотой заболонью, предназначенный для вырезания мелкого изделия, например, ложки[11].
- Круглые лесоматериалы.

### Круглые лесоматериалы

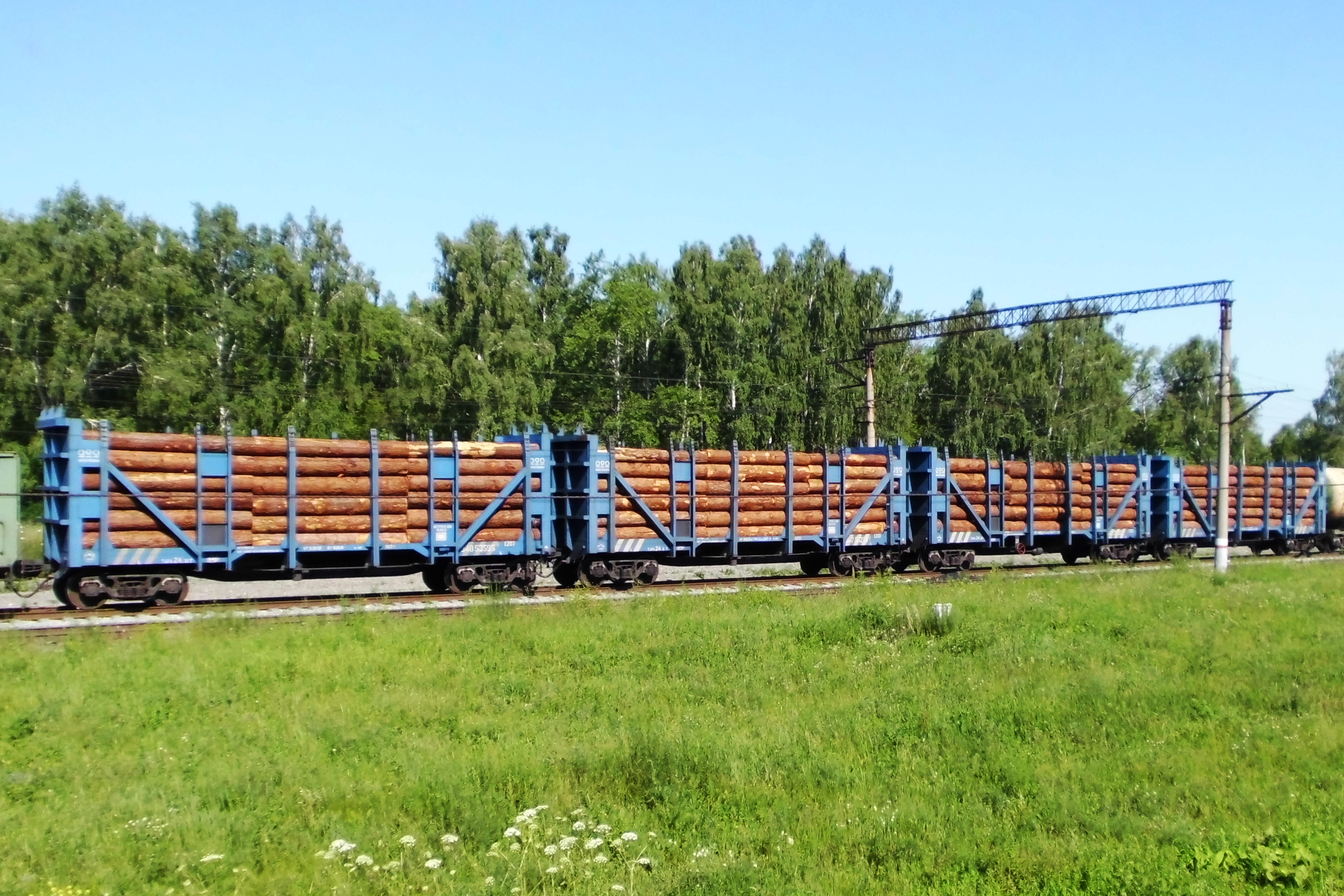
Перевозка круглых лесоматериалов специализированными вагонами-платформами железнодорожным транспортом

Круглые лесоматериалы, или кругляк (неофиц.) — лесоматериалы, получаемые путём поперечного деления.
- Долготьё — отрезок хлыста, имеющий длину, кратную длине получаемого при раскряжёвке сортимента с припуском на разделку;
  - комбинированное долготьё — долготьё для разделки на сортименты разного назначения;
- Бревно — круглый сортимент для использования либо в круглом виде (за исключением тонкомерной рудничной стойки, жердей и кольев), либо в качестве сырья для получения пиломатериалов общего назначения и специальных видов продукции. При различении бревна и кряжа под бревном понимают отрезок из средней и верхней части хлыста[14]
- Кряж — отрезок нижней, комлевой части ствола, предназначенный для выработки специальных видов лесопродукции: облицовочного шпона, фанеры , тары, лыж, спичек, шпал, в основном из лиственных пород дерева, реже из хвойных[П 2];
  - комбинированный кряж — кряж для разделки на сортименты разного назначения.

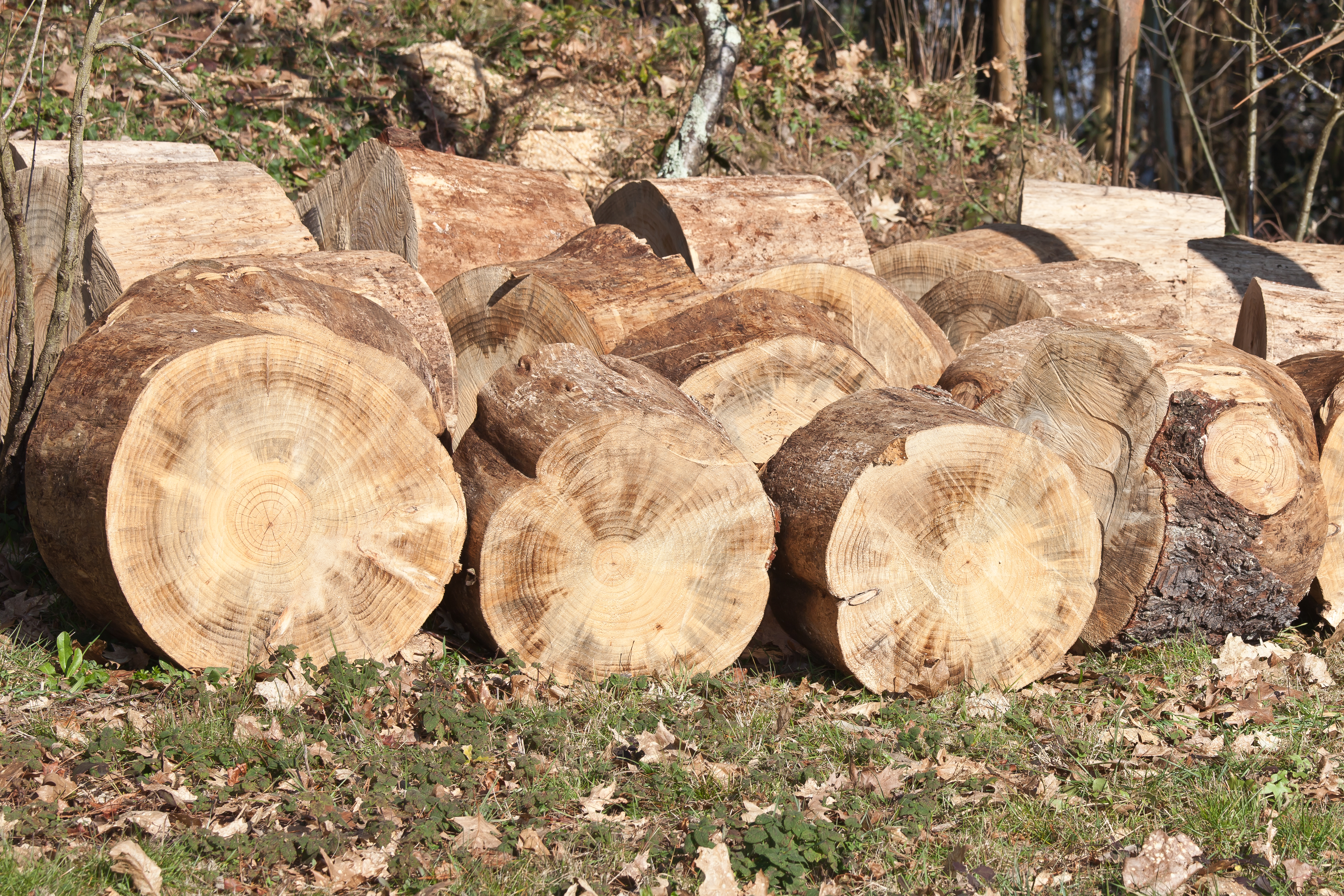
Чураки

- Чурак — короткомерный круглый сортимент (преимущественно отрезок кряжа), длина которого соответствует размерам, необходимым для обработки на деревообрабатывающих станках. В разговорном языке этим же словом называются круглые дрова (ср. ниже полено), укороченные до размеров топки (чаще — чурка; также чурбан, чурбак)[15].
- Колода — короткое толстое (в обычном понимании) бревно; отрезок бревна, на котором рубят мясо и колют дрова, а также предметы, изготовленные из него: корыто, гроб, притолока над дверью, чёлн, долблёный улей, ступа. В старину так могли называть упавшее дерево; в Смоленской губернии этим словом назывались деревья 7—11 саженей длиной и 5 вершков толщиной, употреблявшиеся на постройку речных судов — стругов[16][17][18] (см. также другие значения).

#### Круглые сортименты, используемые без переработки
Гнили и табачные сучки в таких сортиментах не допускаются.

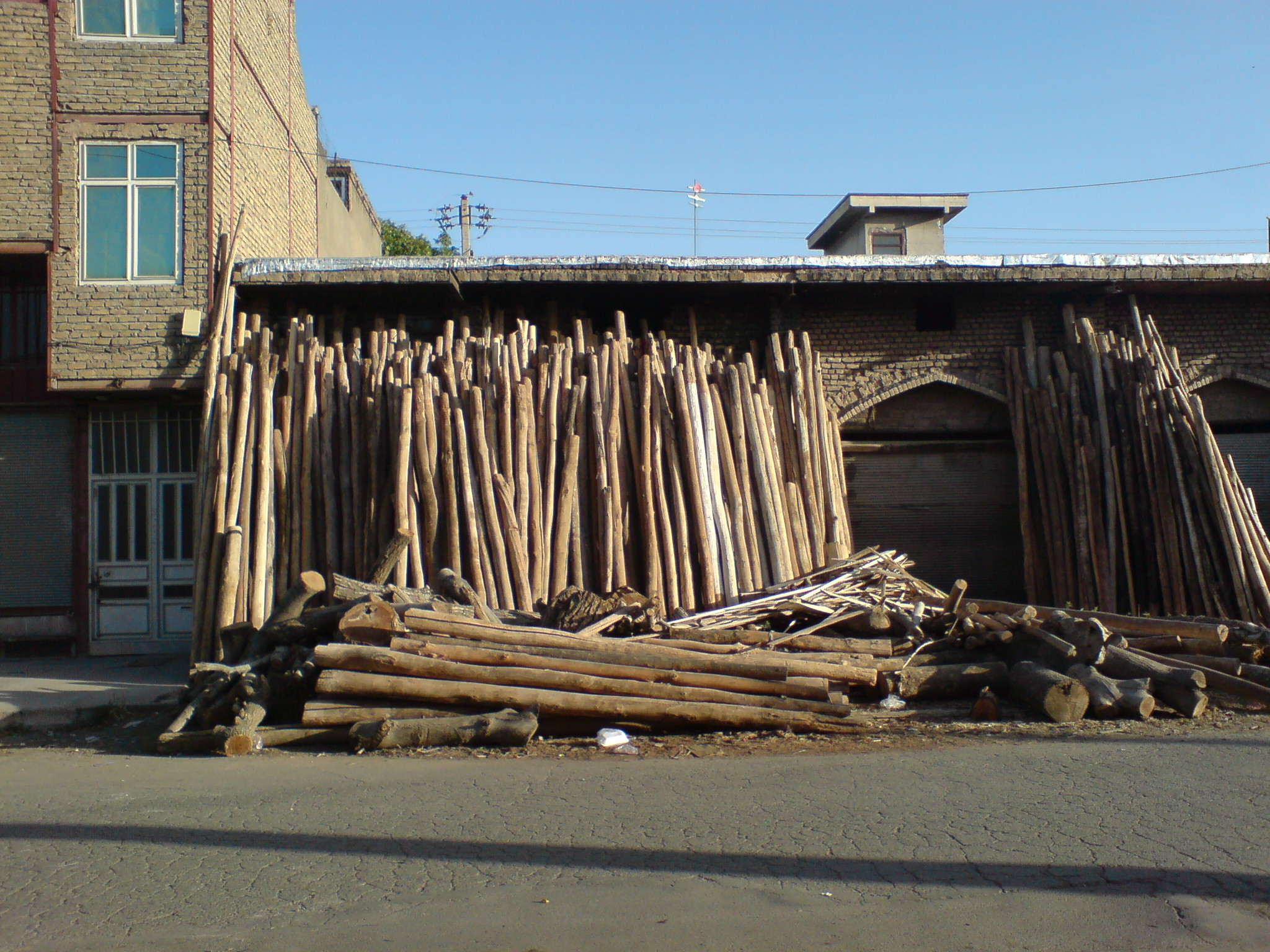
Подтоварник

- Рудничная стойка, рудстойка (сокр.), или крепёж (неофиц.) — круглый сортимент для крепления горных выработок (устройства крепи). Зарубы и запилы не допускаются.
- Гидростроительное бревно — бревно для гидротехнических сооружений, свай и элементов мостов.
- Мачтовое бревно — бревно для сооружения мачт судов и радиомачт.
- Бревно для столбов — бревно для изготовления опор линий связи и электропередач, а также опор в хмельниках.
- Строительное бревно — бревно для использования в строительстве без продольной распиловки.
- Подтоварник — тонкомерные строительные брёвна для вспомогательных и временных построек, толщиной: для хвойных — от 6 до 13 см включительно и для лиственных — от 8 до 11 см включительно.
- Жердь — тонкомерный сортимент толщиной менее 6 см для хвойных и менее 8 см для лиственных пород древесины для использования в строительстве, сельском хозяйстве и промышленности.
- Кол — короткомерный и тонкомерный сортимент для использования в качестве опор.

#### Круглые сортименты для распиловки
- Пиловочное бревно, или пиловочник (неофиц.) — для выработки пиломатериалов общего назначения, а также
- кряжи: авиационный, карандашный, лыжный, шпальный, резонансный, клёпочный, судостроительный и др.

#### Круглые сортименты для переработки лущением и строганием
- Кряжи: фанерный, спичечный, аккумуляторный и стружечный.

### Сортименты для целлюлозно-бумажной промышленности, производства древесных плит и химической переработки
- Балансы — круглые или колотые сортименты для производства целлюлозы и древесной массы. У балансов не допускается обугленность; допускается кривизна не более 3 %. Толщина колотых балансов должна быть не менее 5 см, они должны быть окорены; участки, покрытые корой, допускаются не более 20 %. Максимальная длина балансов одинарной длины (в чураках) не ограничивается.
- Сортименты для пиролиза, или производственные дрова (неофиц., ср. ниже дрова)[19] — круглые или колотые сортименты, а также измельчённая древесина для производства древесного угля и лесохимических продуктов.
- Сортименты для производства дубильных экстрактов — круглые и колотые сортименты, измельчённая древесина, а также корьё для производства дубильных экстрактов.
- Сортименты для производства древесных плит — круглые или колотые сортименты и измельчённая древесина для изготовления плит и фасонных деталей на древесной основе.
- Технологическая щепа — щепа для производства целлюлозы, древесных плит и продукции лесохимических и гидролизных производств.
- Пнёвый осмол — ядровая часть зрелого пня и корней хвойных пород, предназначенная для использования в качестве сырья в смолоскипидарном и канифольно-экстракционном производствах.

### Древесное топливо
- Дрова, или отопительные, топливные дрова (неофиц., ср. выше Сортименты для пиролиза)[19] — круглые или колотые сортименты, которые по своим размерам или качеству могут использоваться только как топливо.
- Поленья — согласно ГОСТ, так называются дрова длиной до 1 м. В разговорном же языке так называются колотые дрова, в противоположность чуркам, или чуракам (ср. выше) — круглым дровам, напиленным по длине под размер топки, но ещё не расколотым[15]. Также колотые поленья называют плашником (ср. выше плаха), а неколотые — кругляком[19]. Для длительного хранения и сушки потребитель может уложить поленья в поленницы.
- Квартирник — В разговорном языке так называются напиленные дрова длиной 36—40 см, реже 0,5 м (под размер топки печи в жилье советского периода). Квартирник бывает колотый и пилёный в чурках[источник не указан 1872 дня][20].
- Топливная щепа — щепа, предназначенная для производства тепловой энергии.

### Отходы лесозаготовок

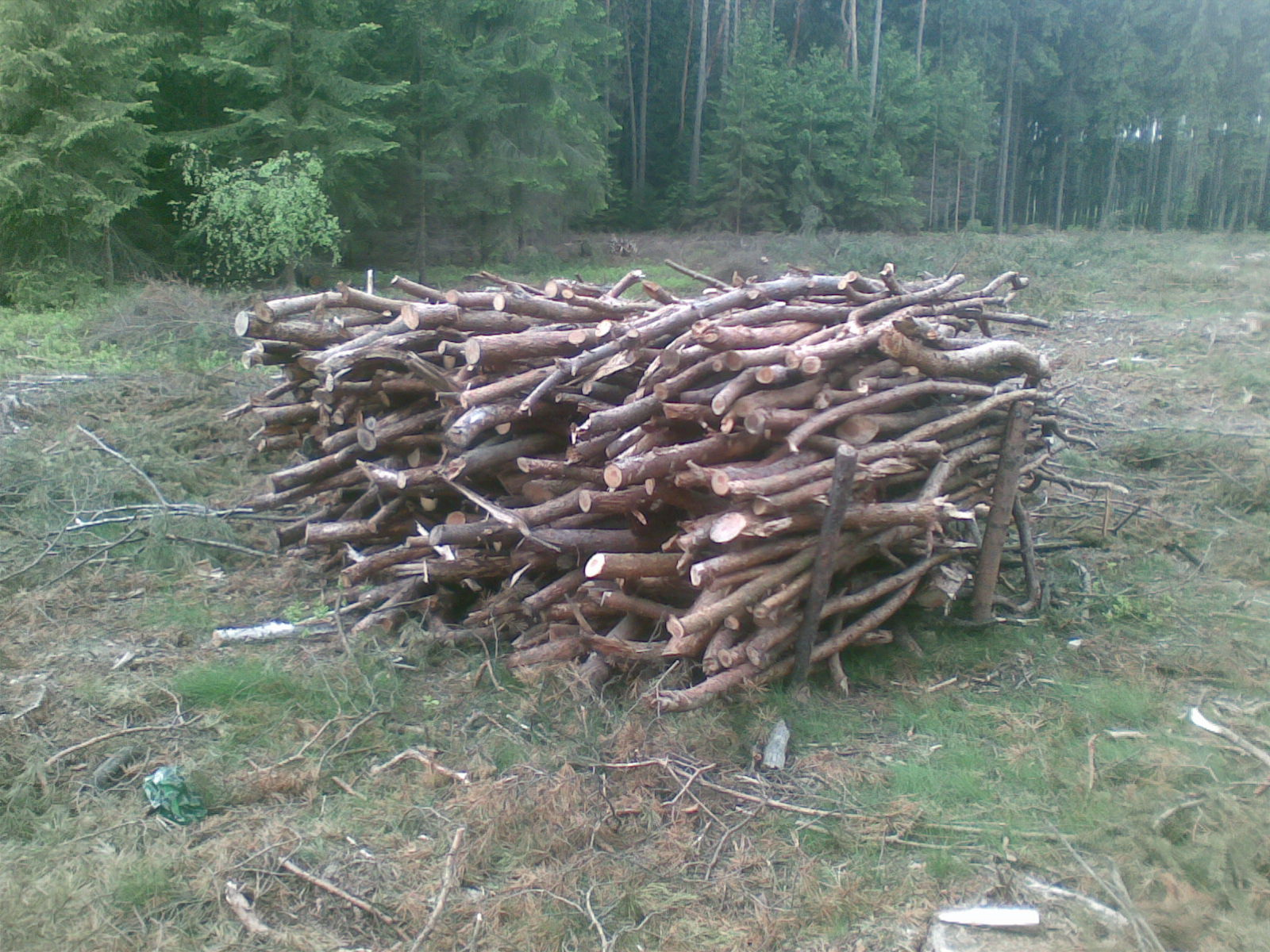
Сучья

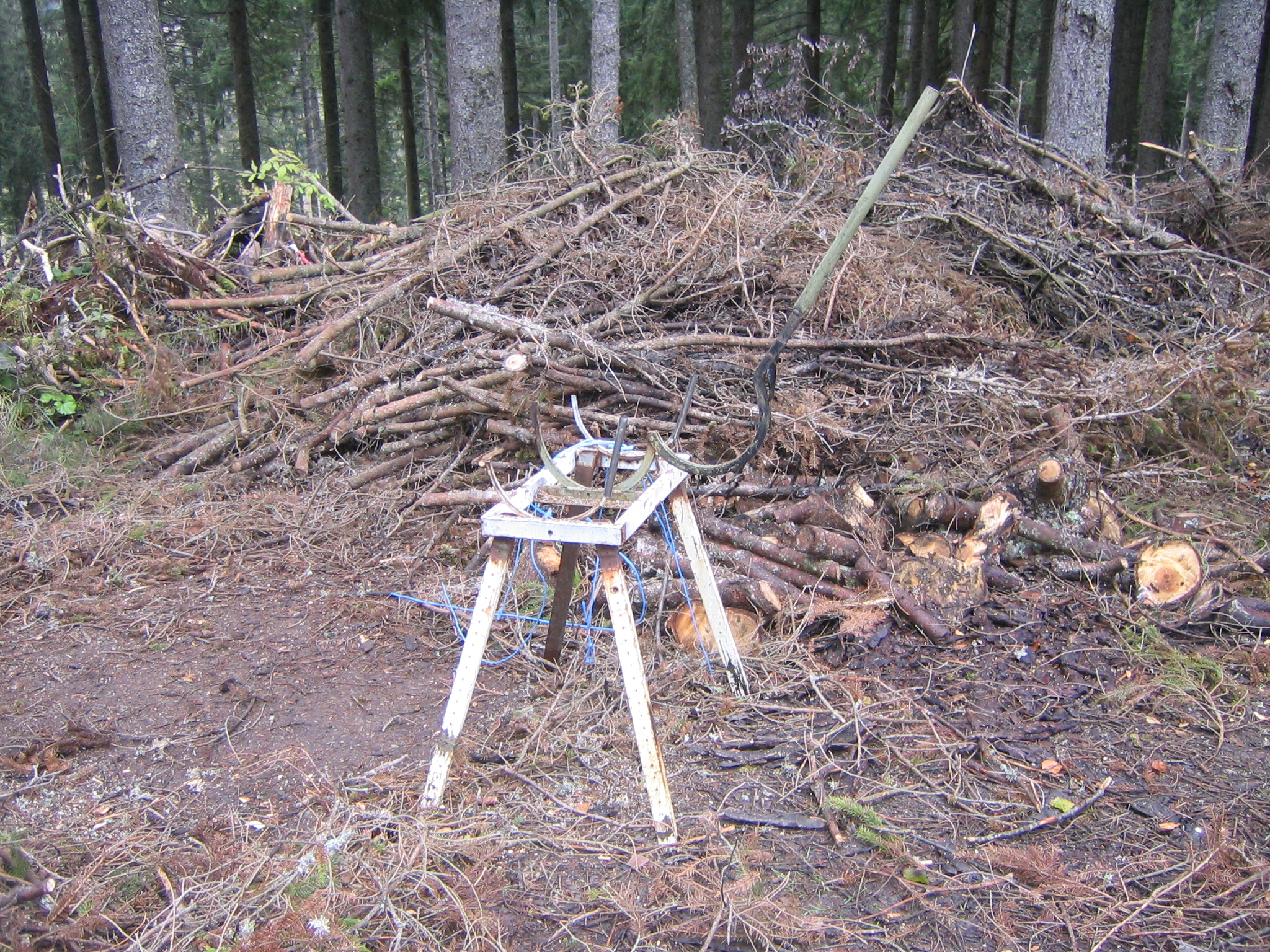
Хворост

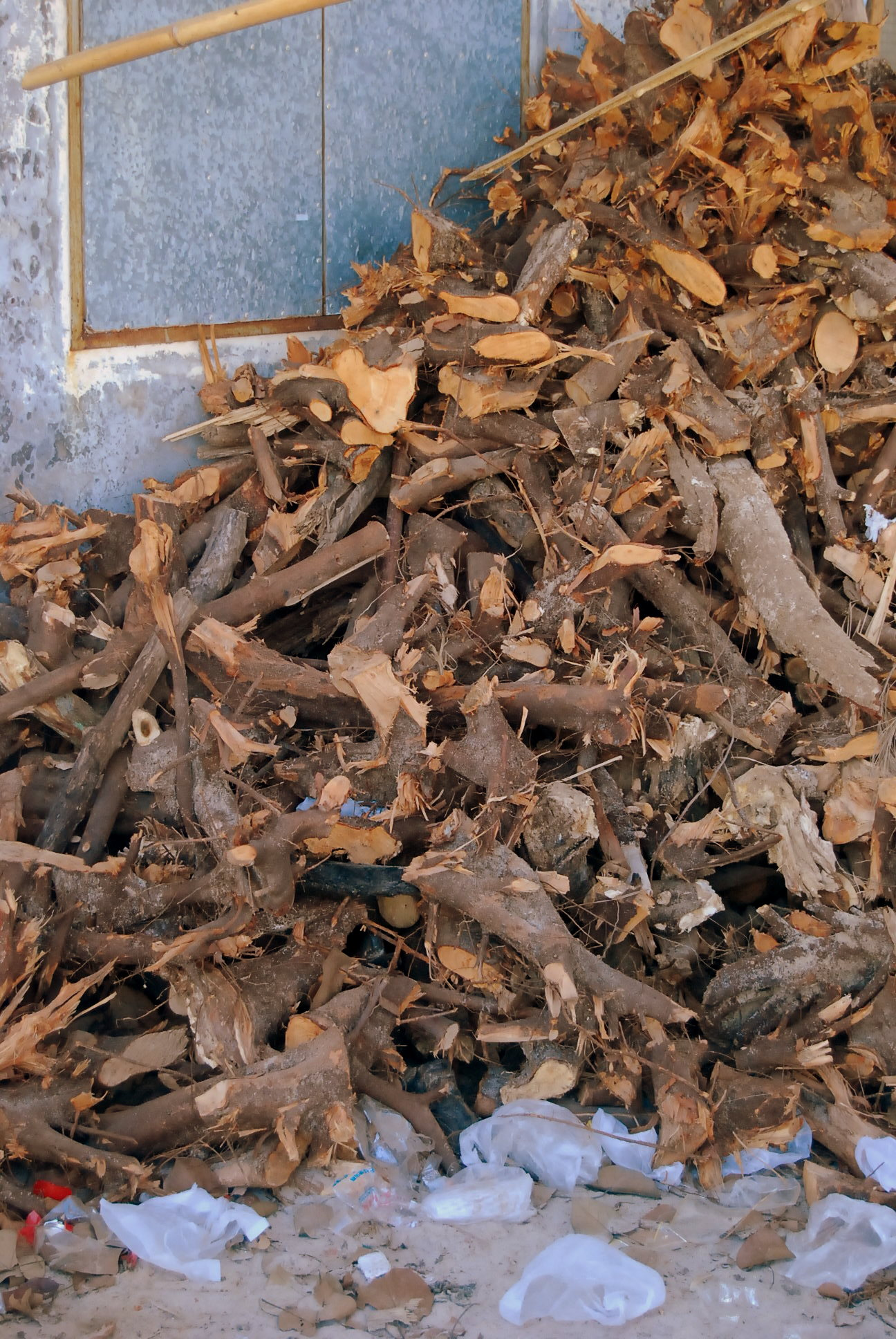
Отходы от зачистки сучьев

- Отходы лесозаготовок — древесные остатки, образующиеся при валке деревьев, очистке их от сучьев, раскряжёвке хлыстов, разделке долготья и окорке сортиментов. К ним, в частности, относятся опилки, немерные отрезки и обломки хлыстов.
  - Вершина — отделённый верхний конец ствола, который по своим характеристикам не может быть использован как деловой сортимент или дрова.
  - Ветви — отходящие от ствола или сучьев малоодревесневшие или неодревесневшие боковые побеги дерева.
  - Сучья — отходящие от ствола одревесневшие боковые побеги дерева. У поваленного дерева сучья обрезаются, обрубаются или обламываются: это называется очисткой от сучьев. Далее следует зачистка сучьев — удаление их остатков, механизированно или с помощью топора.
  - Откомлёвка — удаляемая комлевая часть поваленного дерева или хлыста, имеющая дефекты обработки или пороки древесины.
  - Козырёк (см.) — отрезанный от торца выступающий над его поверхностью участок древесины, возникший в результате неполного поперечного пропиливания[21].
  - Пнёвая древесина (см. выше) — прикорневая часть и корни дерева, предназначенные для использования в качестве топлива.
  - Коротьё (см. выше) — отрезок древесины до 2 м включительно.
  - Хворост — на лесозаготовках так называются вместе взятые срезанные вершины, сучья, ветви и тонкие стволики диаметром в комле до 4 см при длине 2—6 м[22]. В более традиционном значении хворост — это опавшие засохшие сучья, собираемые как топливо.
  - Кора — наружная часть ствола, сучьев и ветвей, покрывающая древесину.
  - Хвоя.
  - Листья.
  - Древесная зелень — хвоя, листья, неодревесневшие побеги и почки, заготавливаемые из свежесрубленных или растущих деревьев для использования в сельском хозяйстве и промышленности. Из неё может быть изготовлена
    - витаминная мука из древесной зелени.